# ネオプラン

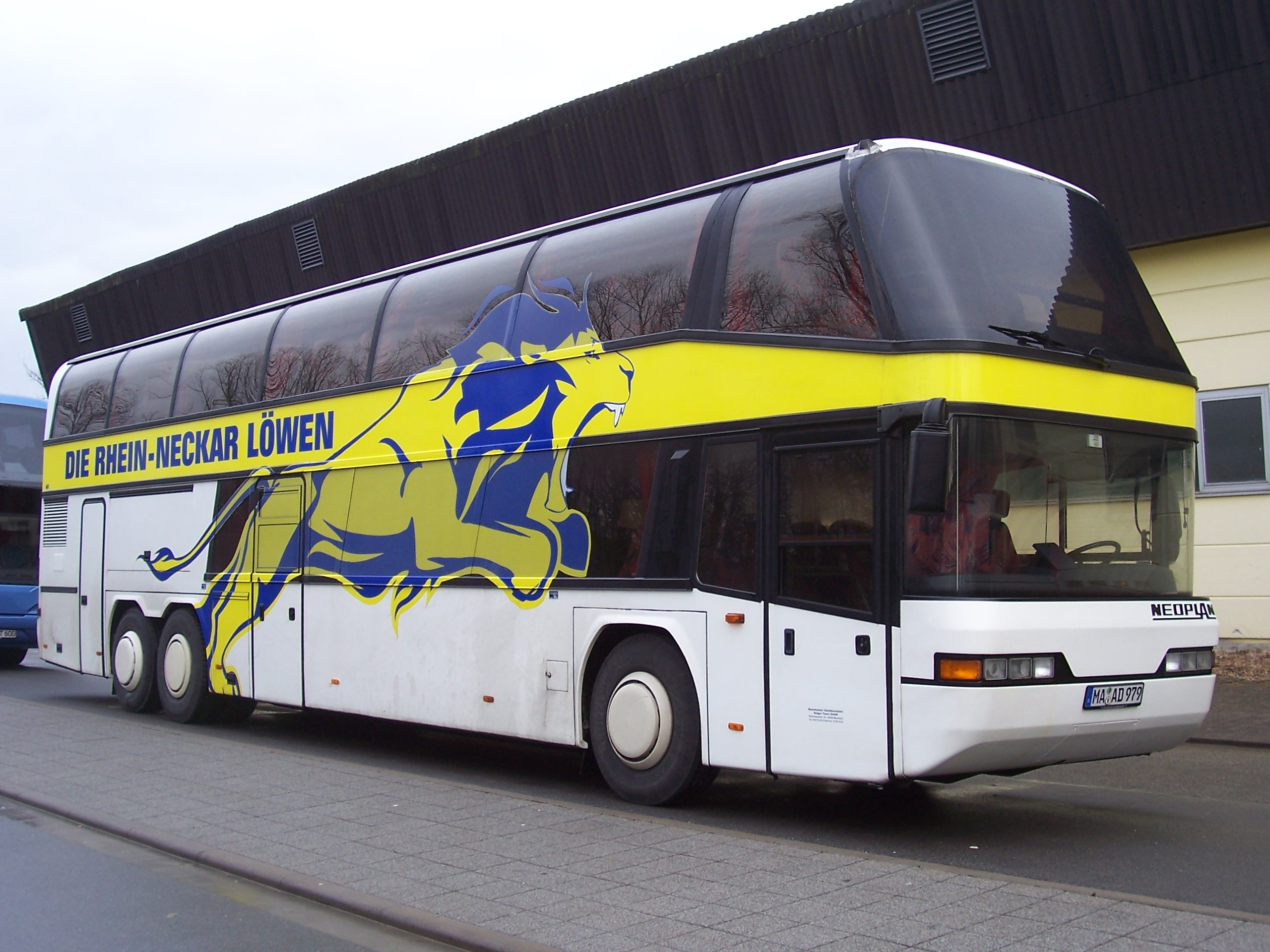
スカイライナー

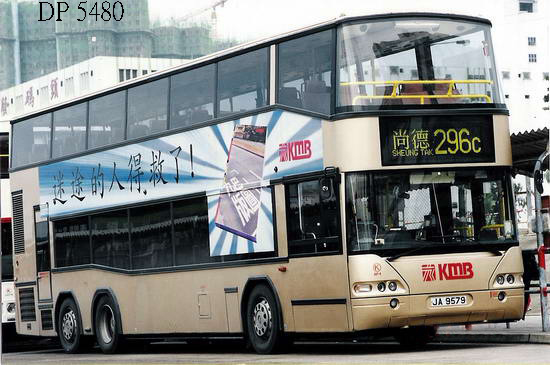
セントロライナー
（香港・九龍バス）

ネオプラン（Neoplan）は、ドイツに本社を置く商用車製造企業 MAN Truck & Bus SEが生産するバスのブランドである。MAN Truck & Bus AGは、欧州の総合機械企業集団 MAN SEを構成する一企業である。

## 概説

### 歴史
1935年、ネオプランはドイツ南部のシュトゥットガルトで、Gottlob Auwärterによりバスおよびトラックの車体製造会社として設立された。2000年に親会社のGottlob AuwärterとともにMANグループに買収された。2001年にMANグループの商用車製造企業 MAN Nutzfahrzeugは、ネオプランを基に自社のバス製造部門としてネオマン・バスを設立した。「ネオプラン」は、ネオマン・バスが製造するバスのブランドの一つとして生き残った。2008年に、ネオマン・バスはMAN Nutzfahrzeugeに吸収され、引き続き「ネオプラン」ブランドのバス製造は MAN Nutzfahrzeugeが継承することとなる。2011年に、MAN Nutzfahrzeugeは MAN Truck & Bus AGに社名変更された。
一方、中華人民共和国の江蘇省塩城市のバスメーカー･中威客車公司が製造する「A9シリーズ」について、ネオプランの車種スターライナーのコピーであるとして北京市第1中級人民法院（地裁）に提訴していたが、2009年1月21日に訴えを認める判決が出た。

### 特徴

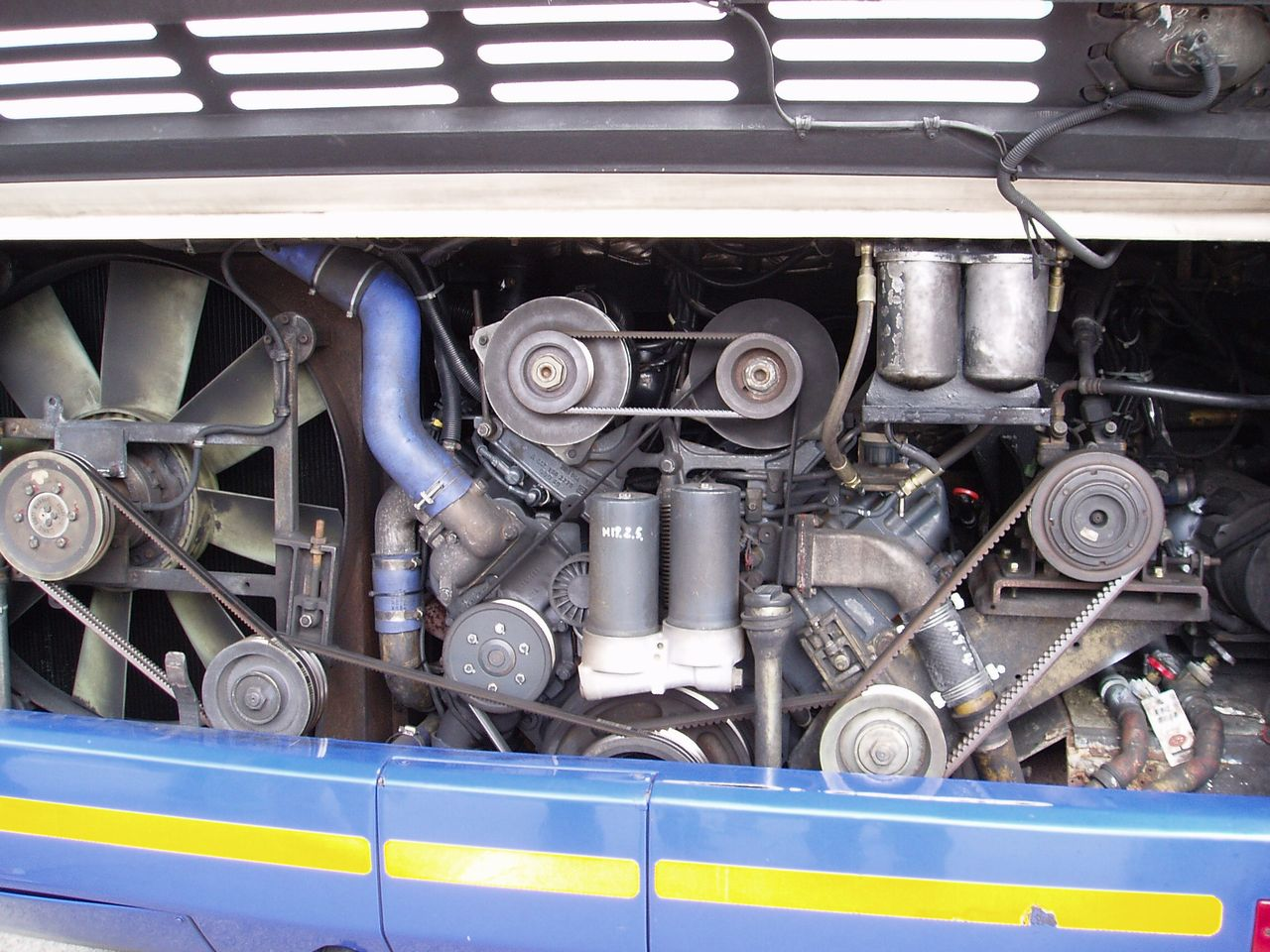
ネオプラン搭載エンジンの例：メルセデス・ベンツOM441LA型エンジン(503ps)

主に自社製やメルセデス・ベンツ製のエンジン、トランスミッション、サスペンションを車体に架装している。ボディーやサスペンションは自社生産している。
日本国内向けに日産ディーゼル（現UDトラックス）製エンジン搭載のバスが製造されたことがある。主なユーザーは広交観光であった。
トロリーバスをフォスロと共同で製造している。

## 日本における事例
日本国内には1977年に中央交通によって輸入された。
ネオプランの名前を一躍有名にしたのは、1979年に初輸入された2階建てバス「スカイライナー」である。スカイライナーは国内初の本格的な2階建て観光バスであり、このスカイライナーにより2階建てバスブームが起きた。これによりドイツやベルギーのライバル会社がこぞって日本市場に参入するきっかけを作り、日本国内の各社も2階建て観光バス市場に参入した。
その後2階部分の居住性の問題などから2階建てバス市場は急速に縮小していったが、1990年代に入り定員を多くとれることから、夜行高速バスに用いられるケースが増え、スカイライナーも再び輸入された。
最近では、2002年に全長15mのダブルデッカー、メガライナーを登場させた。しかしその後、出火事故が相次いだため、現在は除籍となっており、出火していないものも本国へ返却されている。
なお、「ネオプラン」を扱う国内総代理店は、中央交通グループの「日本ネオプラン」である。同グループは1977年に初めてネオプランを導入した。一時期、中央観光バス（当時）も「バウルC.S.B商事」を設立して、輸入代理店となっていたことがある。
2005年3月には神奈川中央交通が連節バス「ツインライナー」（エンジンは自社製）を2台先行導入し、同年9月には新たに2台を追加導入した。これを最後に、本ブランドのバスの日本への輸入が中止された（事実上のネオプラン日本撤退）。輸入代理店であった中央交通も、現在は国産車（日野・セレガ、三菱ふそう・エアロエース）のみ保有する。

### 導入事例

#### 車種
- スカイライナー - ダブルデッカー
- クラブライナー - 全長9mのダブルデッカー
- メガライナー - 全長15mのダブルデッカー
- メガシャトル -メガライナーをベースにした、全長15mのダブルデッカー
- ハイライナー - 連節スーパーハイデッカー
- スペースロングライナー - 連節スーパーハイデッカー・アンダーフロアコクピット
- ジャンボクルーザー - 連節ダブルデッカー
- スペースライナー - スーパーハイデッカー・アンダーフロアコクピット
- スターライナー - スーパーハイデッカー
- シティライナー - スーパーハイデッカー
- トランスライナー - スーパーハイデッカー
- ユーロライナー - スーパーハイデッカー
- メトロライナー - ハイデッカー
- ジェットライナー - ハイデッカー
- セントロライナー - 路線バス、連節バス（ツインライナー）
- レジオライナー - 路線バス
- エアライナー - 前輪駆動のランプバス
- サンライナー - 前輪駆動のランプバス

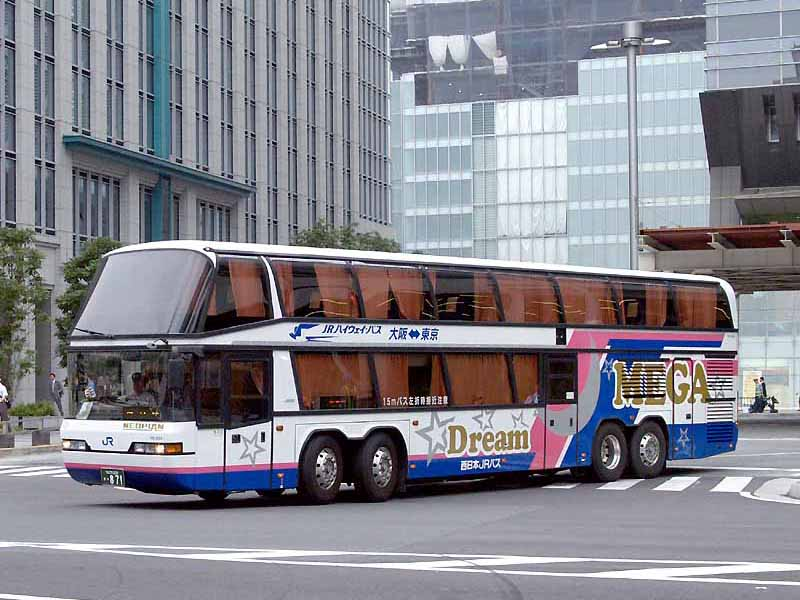
メガライナー 西日本JRバス
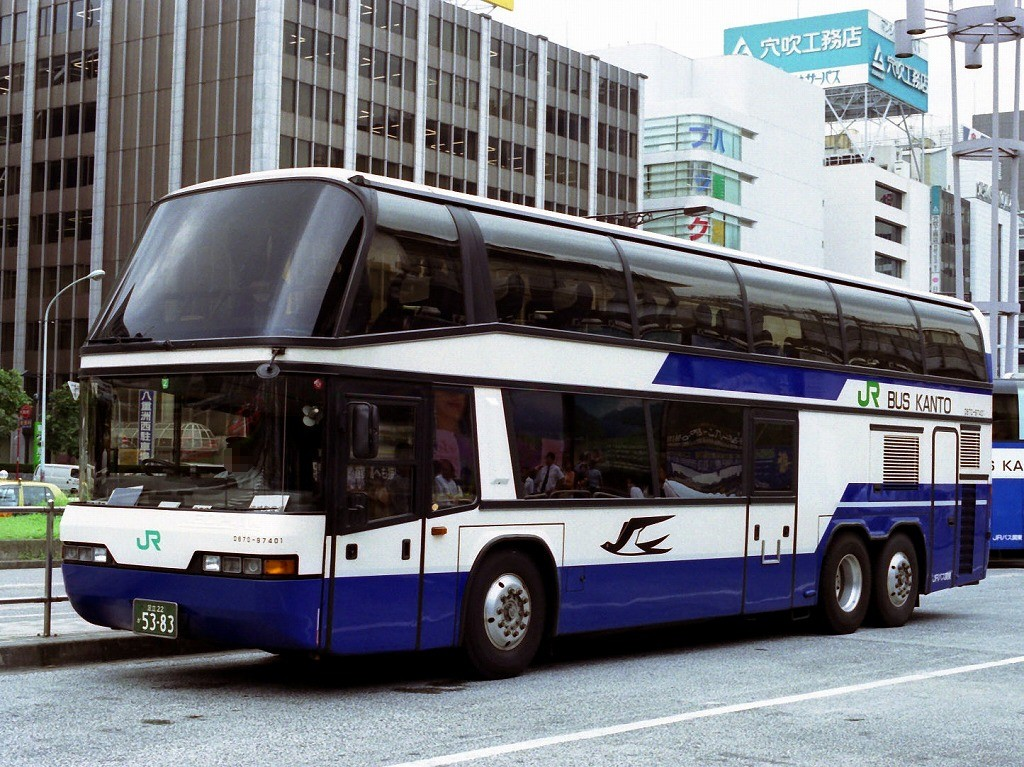
スカイライナー JRバス関東
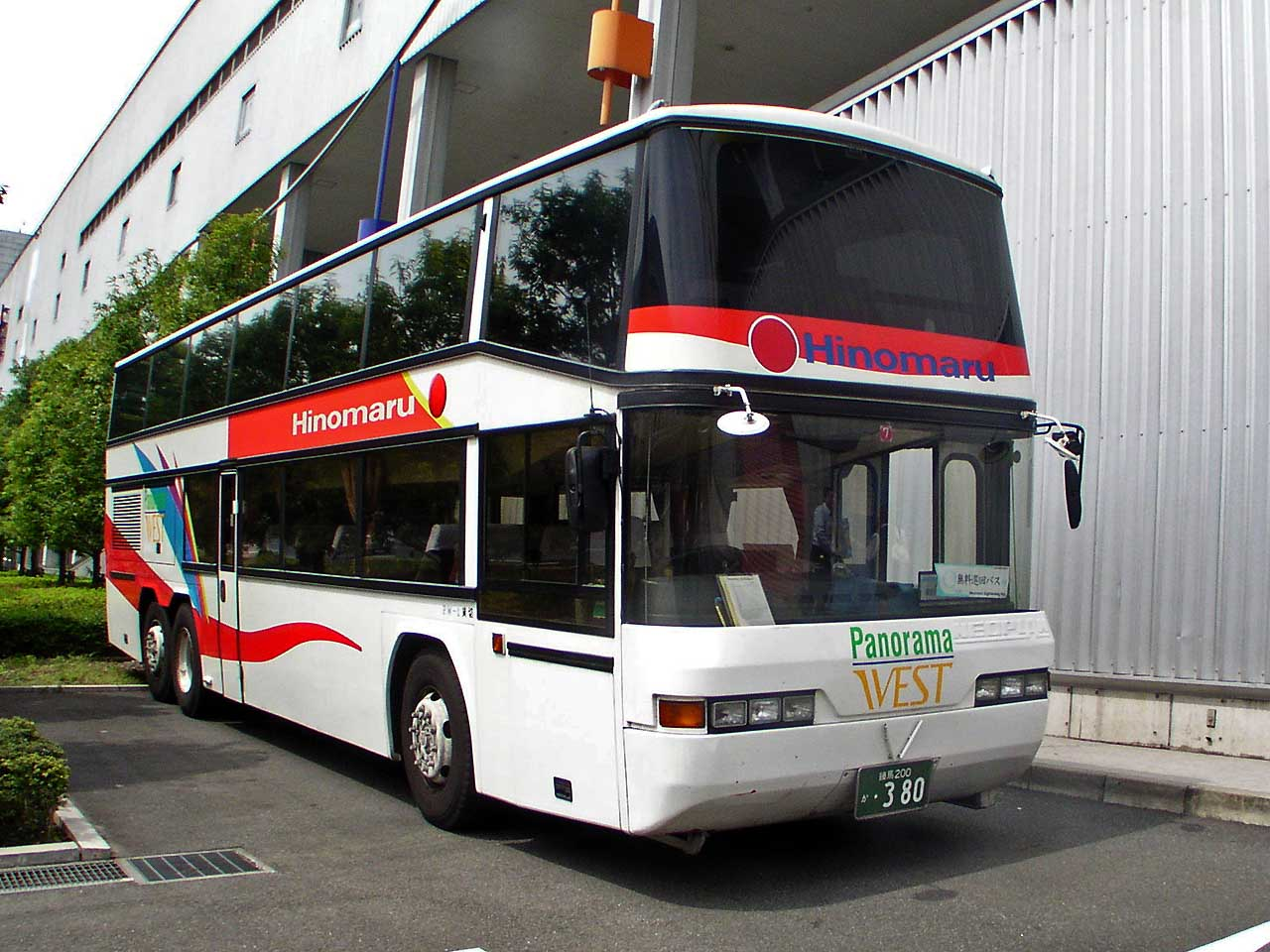
スカイライナー 日の丸自動車興業
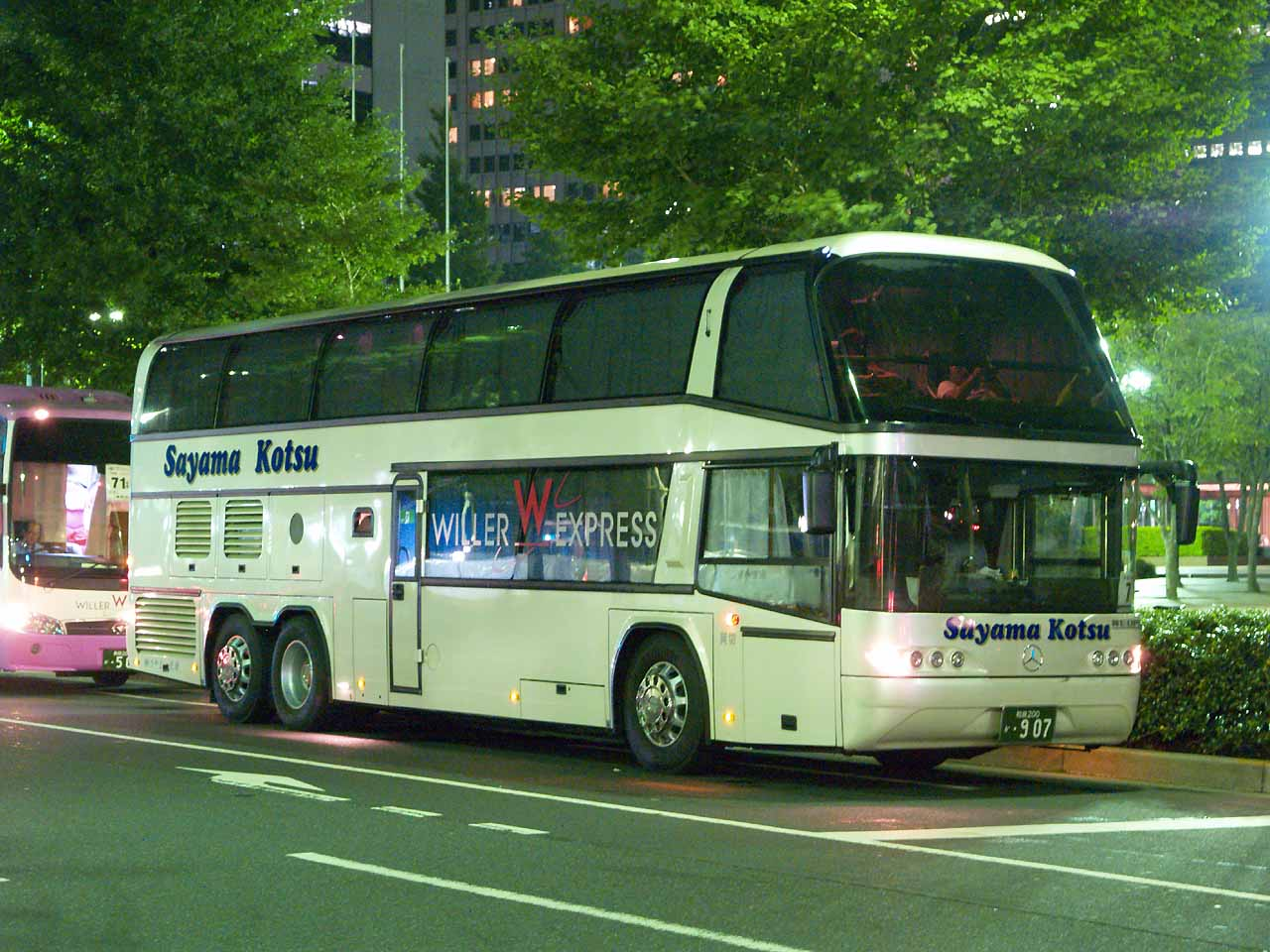
スカイライナー さやま交通
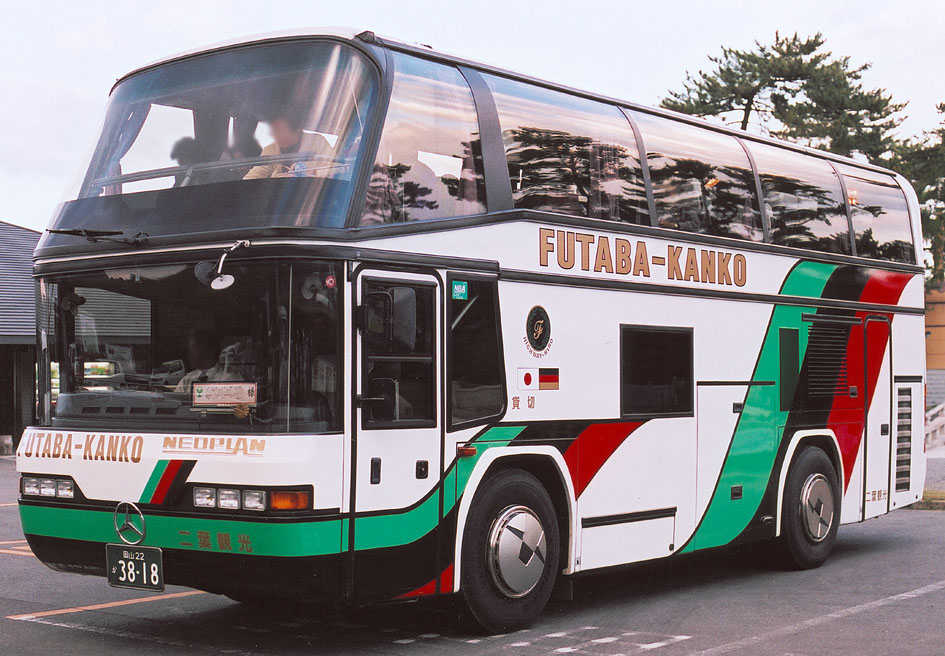
クラブライナー 二葉観光
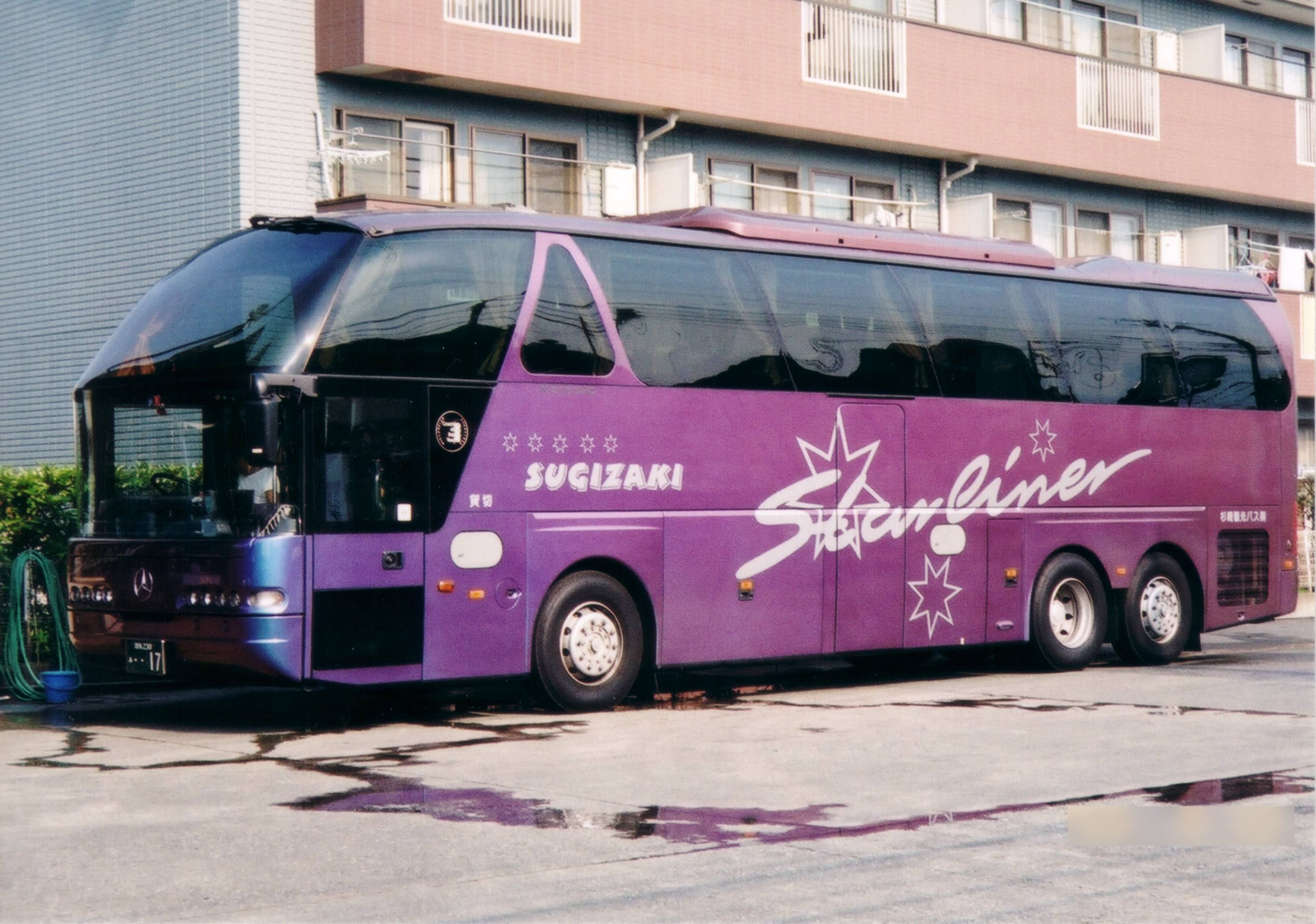
スターライナー 杉崎観光
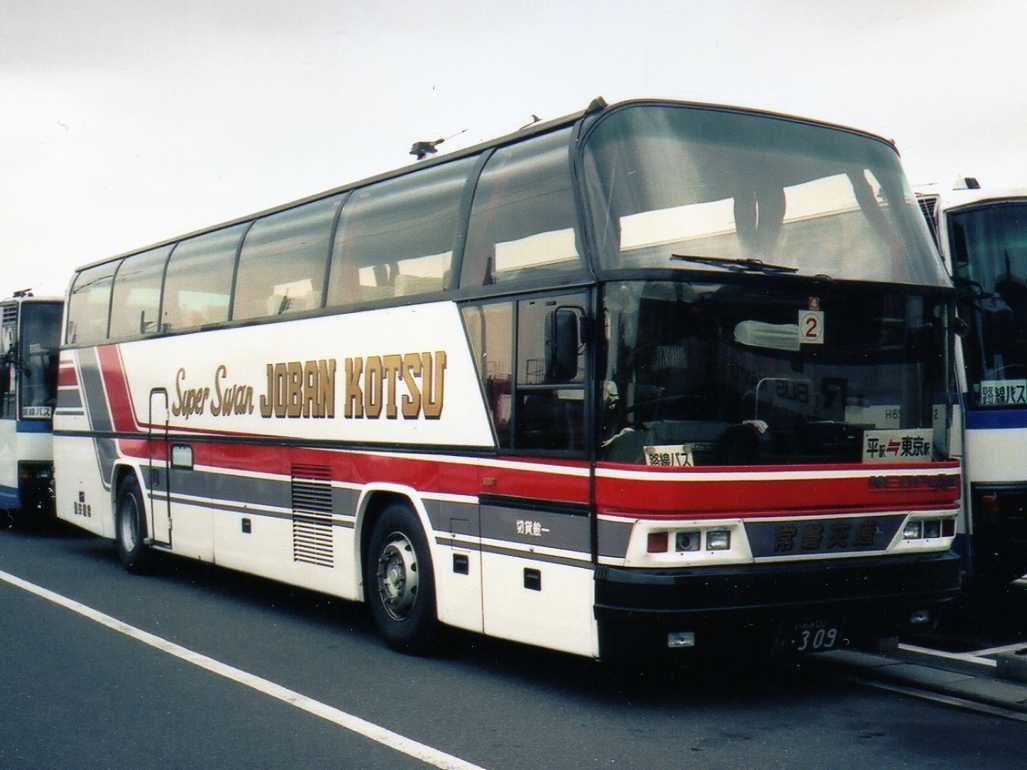
シティライナー 常磐交通自動車
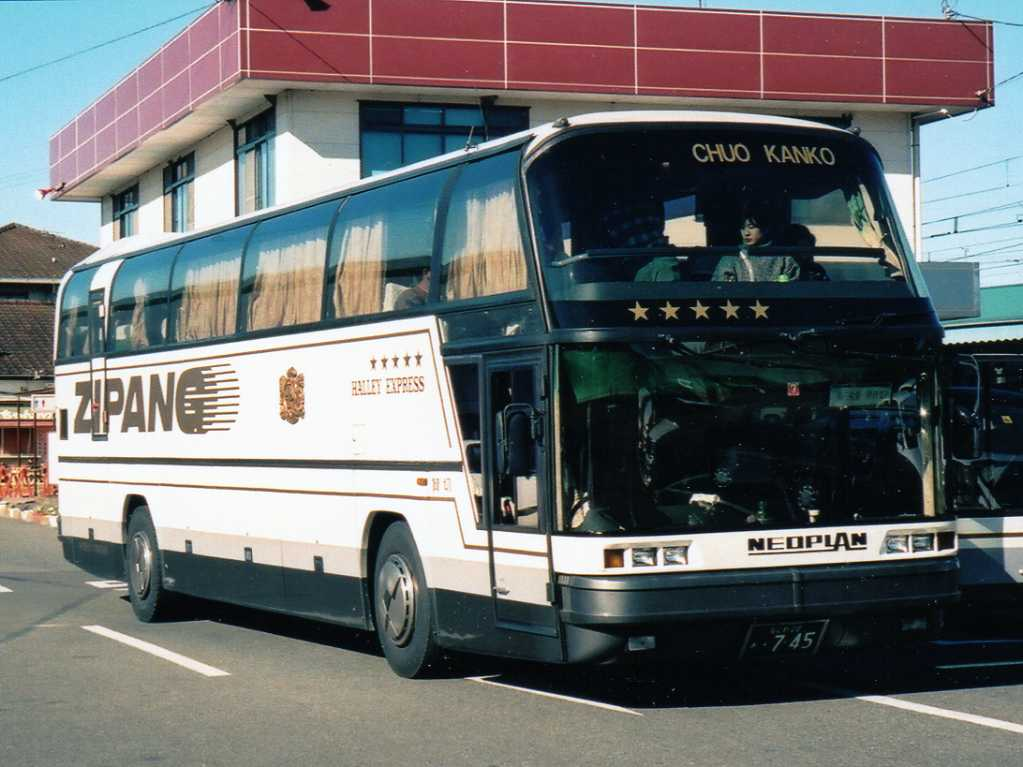
スペースライナー 中央観光バス
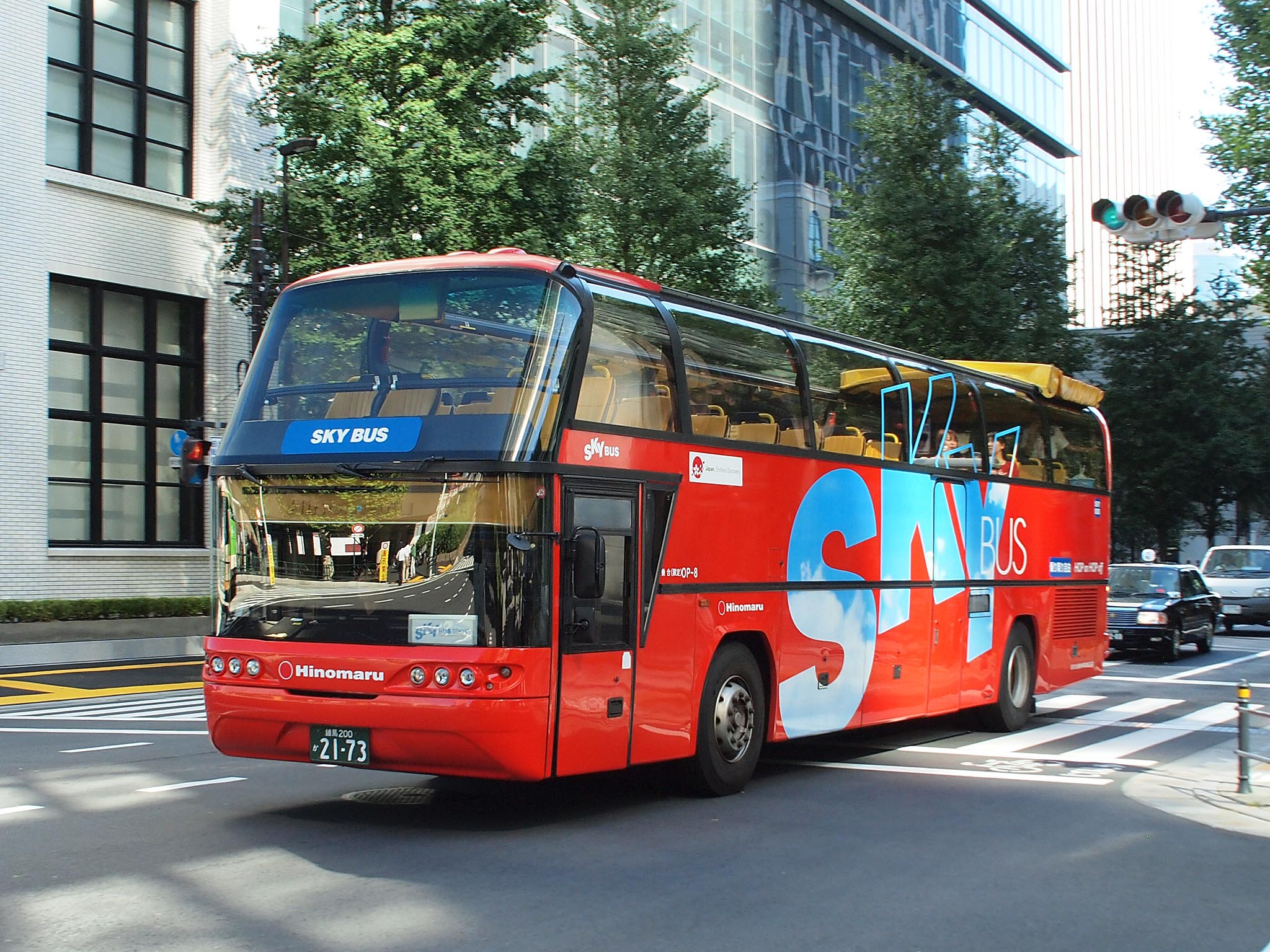
スペースライナー 日の丸自動車興業
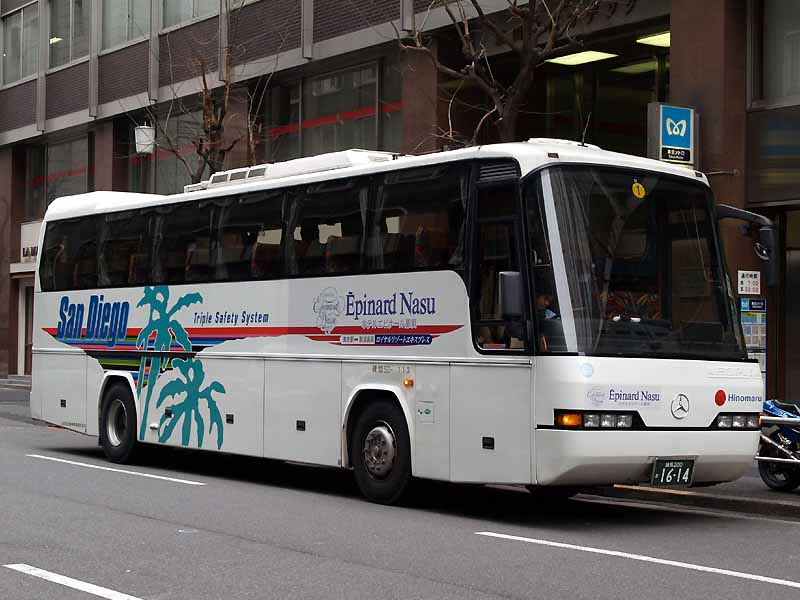
トランスライナー 日の丸自動車興業
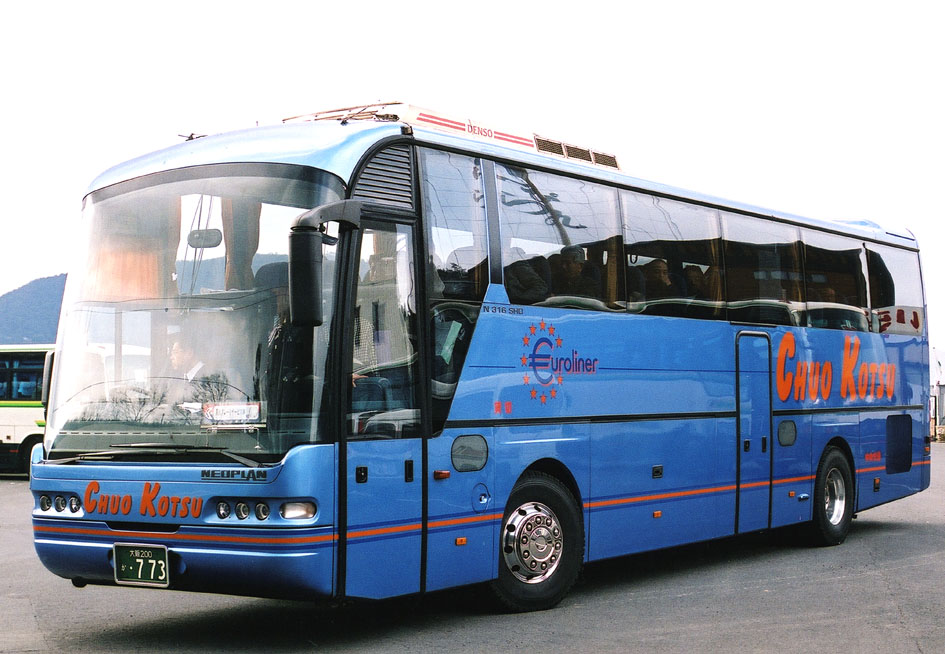
ユーロライナー 中央交通 (大阪府)
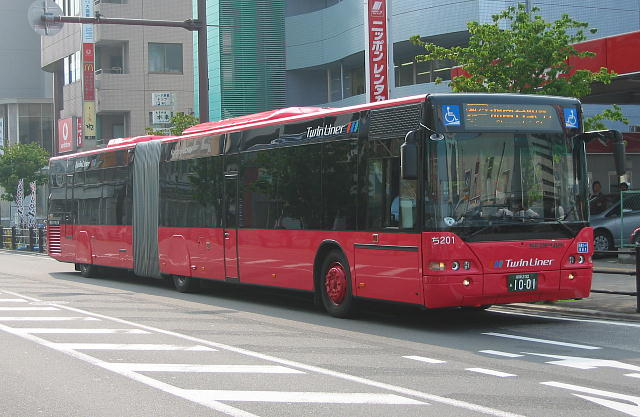
セントロライナー 神奈川中央交通 ツインライナー
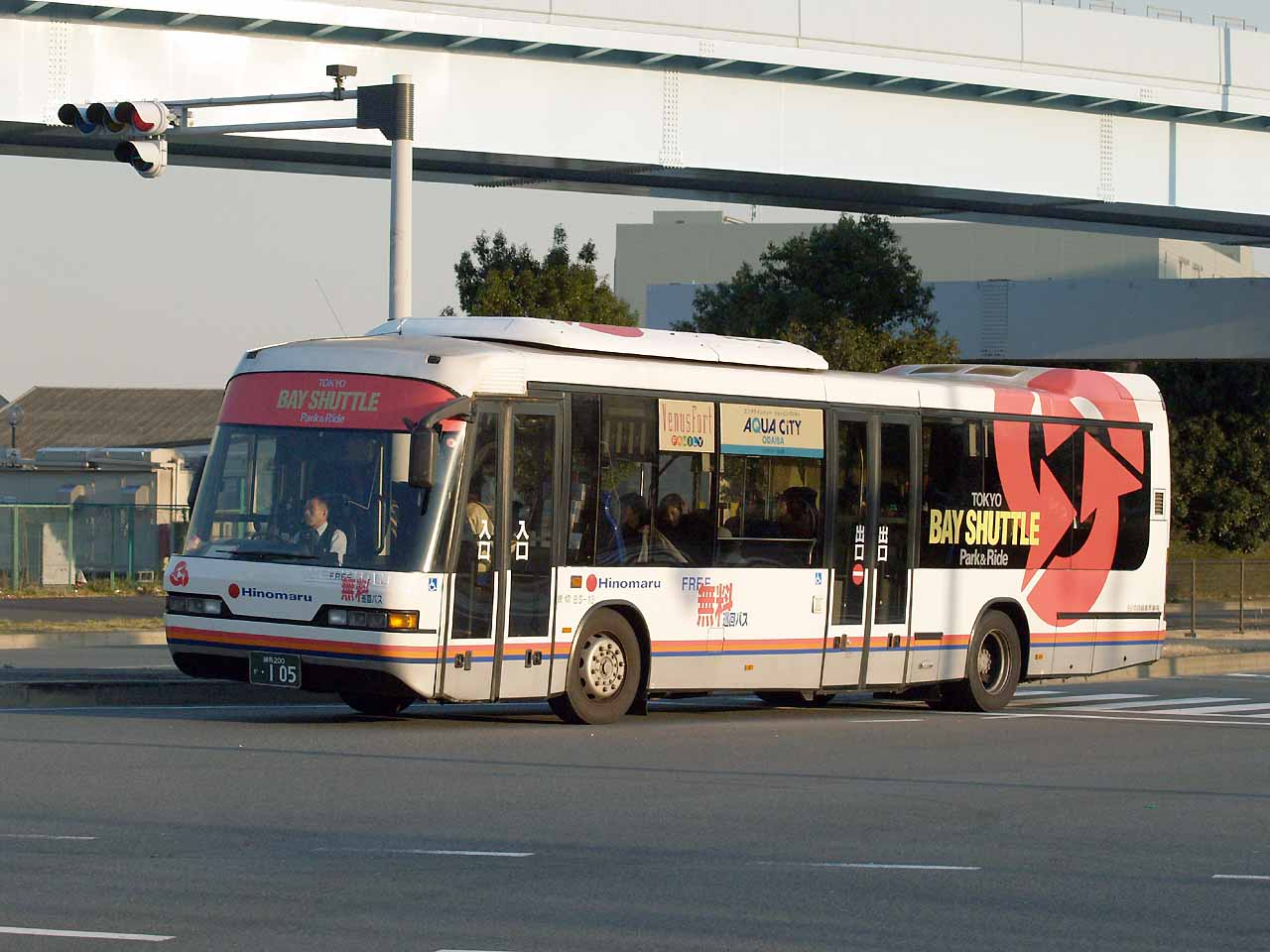
レジオライナー N3016/2 日の丸自動車興業
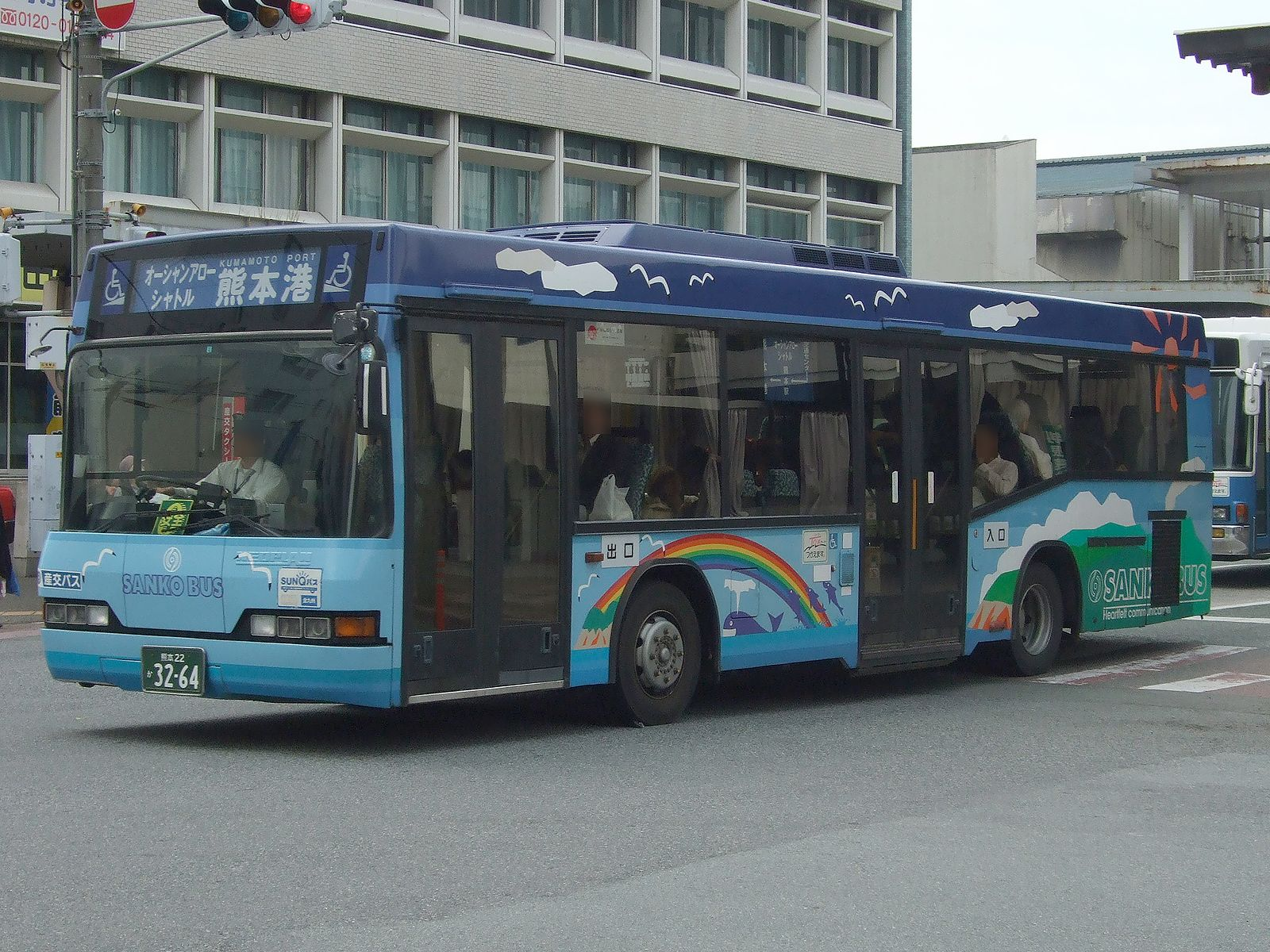
セントロライナー 九州産交バス

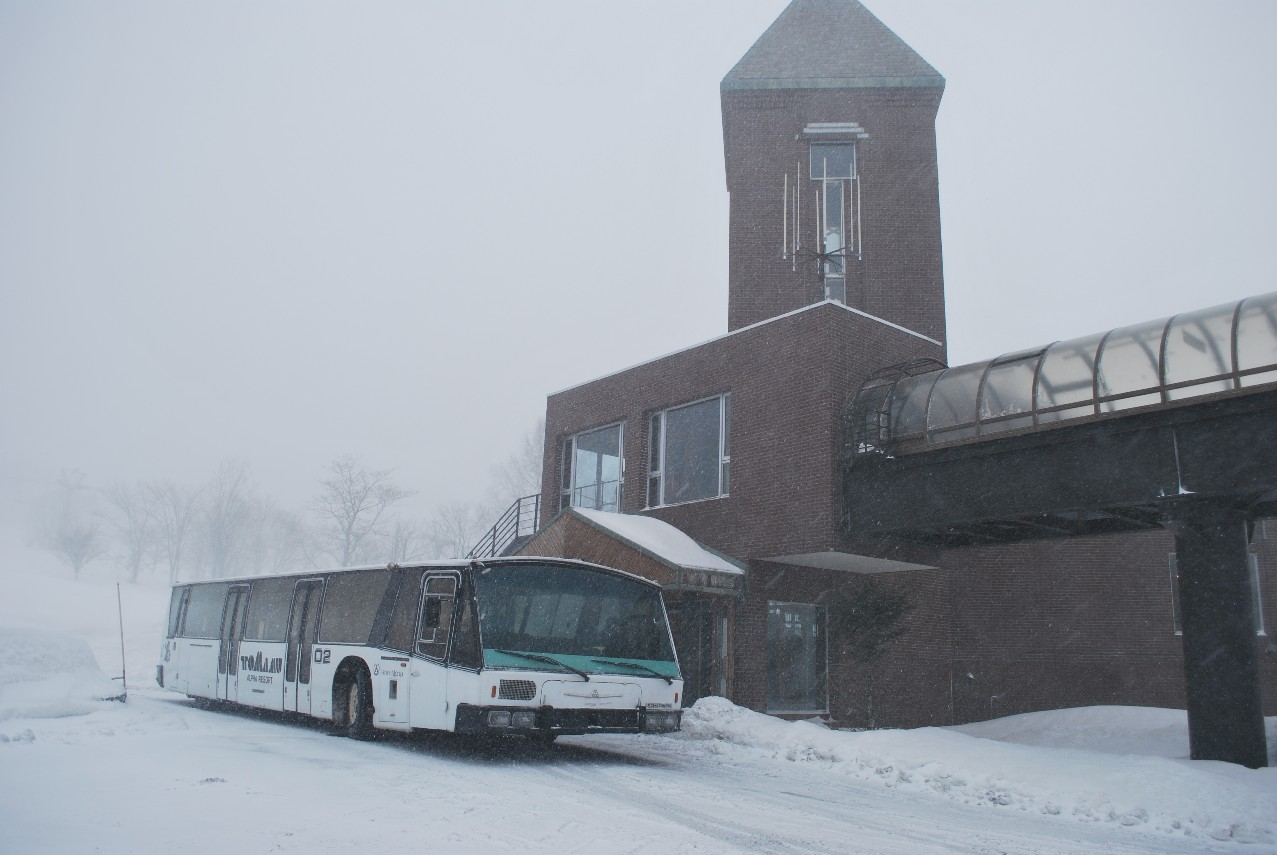
エアライナー N940 星野リゾート トマム
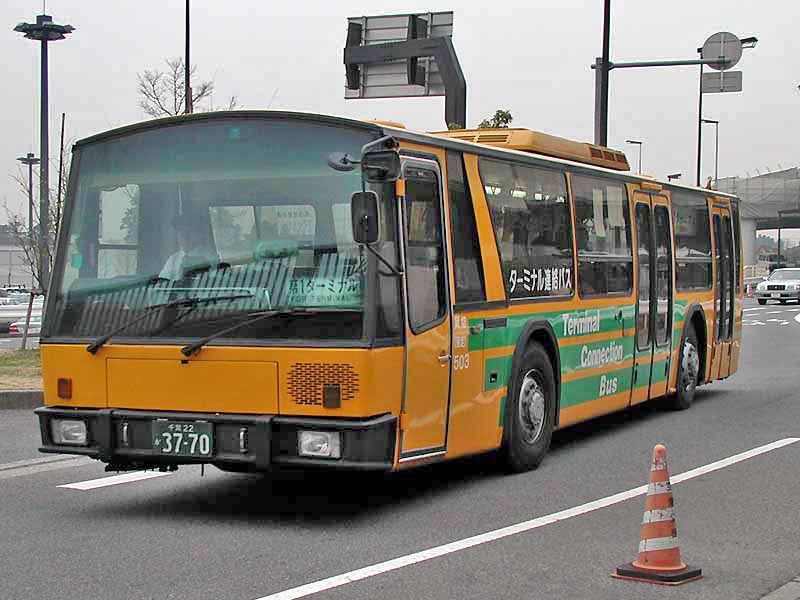
サンライナー N912/2 成田空港交通

この他、海外ではトロリーバス用のエレクトロライナーも販売されている。

### 代表的ユーザー

#### 現在のユーザー
- 日の丸自動車興業
  - 貸切車（スカイライナー・トランスライナー・ユーロライナー・スターライナー）
無料循回バス「東京ベイシャトル」開業初期にレジオライナーを使用していた。
  - スカイバス東京（スカイライナーベースのオープンバス、2006年12月にスペースライナーベースも登場）
他地域でのスカイバス運行のため他社への貸し出し実績あり。
- 道南バス
  - 高速バス・貸切バス（N116-2・3シティライナー、N117-2スペースライナー、スターライナー）
1979年、N116-3シティライナーを貸切車として導入（現在は廃車）、その後1987年にスペースライナーを貸切車として、1988年 - 1991年に高速バス向けにシティライナー・スペースライナーを導入。2023年に入り、貸切用として自家用登録となっていたスターライナーを導入した[4]
- 二葉観光運輸
  - 貸切車（スカイライナー・スターライナー・シティーライナー）

#### 過去のユーザー
- 中央交通・中央交通バス
輸入元「日本ネオプラン」の親会社。2017年より日の丸自動車グループに加わる。
- 東京都交通局
台東区の委託で上野広小路 - 浅草雷門間（二階01系統）と、江戸川区の委託で葛西臨海公園駅 - 小岩駅間（二階02系統）で運行。
二階01の2代目の車両3台が日の丸自動車興業に売却され、スカイバス東京に改造された。二階02の車両は大阪の中央交通に引き取られた。
- 京成バス
江戸川区の委託で都営バスと共同で葛西臨海公園駅 - 小岩駅間で運行。
- 東京空港交通
JRバス関東の「ファンタジア号」（東京駅 - 東京ディズニーランド間、廃止）を共同運行
- 神奈川中央交通
  - 一般路線車・連節バス（セントロライナー）
- 関東鉄道
メガライナー2台をつくば号にて運用（共同運行のJRバス関東からのリース）
車両は後に西日本JRバスが青春メガドリーム号にて運用[5]
- ジェイアールバス関東（JRバス関東）
  - 夜行高速バス「ドリーム号」用（スカイライナー・メガライナー）[5]
1990年代にも東京駅 - 東京ディズニーランド間の高速バス「ファンタジア号」で運行実績あり、ファンタジア号は日本のダブルデッカー初のワンマン運行路線。
- 成田空港交通
成田国際空港内のターミナル間無料循環バスとしてN912サンライナーを導入。
- 西日本ジェイアールバス（西日本JRバス）
  - JRバス関東からの譲受車（元・関東鉄道へのリース車）。青春メガドリーム号（メガライナー）[5]
- 大阪市交通局
定期観光バス「にじ」でスカイライナーを導入。2008年廃車。
- 神戸市交通局
神戸ポートアイランド博覧会（ポートピア'81）開催を機にスカイライナーを定期観光バス用に導入。1988年廃車。
- 下津井電鉄
スカイライナーを貸切用に保有。車内には電子オルガンが装備され、クルージング中に生演奏が行われていた。但し純粋な新車ではなく、中央観光バスで使用された後、同社に移籍した車両。
- 中鉄観光
貸切用に保有。
- 広交観光
貸切用にダブルデッカーを保有。関連会社に日産ディーラーを抱えることと、後述の京福電気鉄道（現・京福バス）と同様、エンジンのメンテナンス面（特にパーツの供給体制）を重視して、日産ディーゼル（当時、現「UDトラックス」）製のエンジンを搭載していた。
- 琴平バス
四国初のダブルデッカーとしてスカイライナーを貸切用に保有。
- 西日本鉄道
貸切用に「VISTA COACH」の愛称名でバンホール・アストロメガ1台と合わせて保有。
- 九州産交バス
  - 一般路線車（セントロライナー）
- 北都交通
全日空のツアー専用バス「ビッグスニーカー号」としてスカイライナーを保有。その後2006年夏に日の丸自動車興業からスカイバス仕様車を借り受け、札幌市内でスカイバスを運行。
- 庄内交通
スカイライナーを貸切用に保有。愛称「スカイエース」。
- 宮城野観光バス（経営破綻により2002年に遊空間エキスプレスが事業を引き継ぎ）
スカイライナーの他、シティライナーを貸切用に保有。1994年にはガラスライナーを1台導入。愛称「ウィンドウデッカー・カイザー」。2004年に榛南タクシーに移籍するまで同社に在籍した。因みにガラスライナーは同時期に中央交通が1台導入しており、2001年に榛南タクシーに移籍するまで使用されていた。
- 常磐交通自動車
いわき（平） - 郡山 - 会津若松間の「スワン号」にスカイライナーを投入。路線バスへの二階建てバス導入第一号だった。
- 越後交通
同社最初のトリコロール配色の貸切車。1983年、2階建てバス導入
- 新潟交通
1983年、2階建てバス導入
- 富山地方鉄道
スカイライナーを貸切用に保有。2018年秋からスポット的に日の丸自動車興業よりスカイバス仕様車を借り受け、射水市や富山市でスカイバスを
- 京福電気鉄道（現・京福バス）
日産ディーゼル製エンジンを搭載した2階建て車を導入。
- アート引越センター
1983年にスカイライナーを導入。1階を全て荷物スペースとした上で、2階に客室スペースを設けることで、引越しの荷物と居住者を同時に輸送することを可能にした車両で、ドリームサルーン・ナイス21の愛称が付けられていた。
- 姫路セントラルパーク
1983年（運行開始は1984年）に後述の中央観光バスに日本初の連節ダブルデッカー車として導入されたが、車検取得が叶わなかったジャンボクルーザーを園内の巡回バスとして使用。導入当時は「リトル＝ジョン」という愛称が付けられていた。
- 中央観光バス（2001年8月の経営破綻後『ジェイジェイ交通』に改名し、その後『ZIPANG JJ』→『ZIPANG（株）』）
当時の中央観光バス（大阪市）グループの傘下企業であったバルC.S.B商事が輸入元となり1979年にN116/3シティライナーやN122/3スカイライナーが貸切サロンバス「エンパイアステートサルーン」として1982年まで26台導入された。また、1982年後期導入の6台はモデルチェンジによりN122J/3となりデザインが一新された。
スカイライナーN122J/3のうち、1983年導入分の9台は濃紺に金帯を纏ったサロンバス「オリエントエクスプレス」としても導入されたが、同社のN122/3、N122J/3は総絨毯仕立ての土足禁止車だったため「エンパイア」「オリエント」用N122/3には共々トイレは装備されなかった。
他にも1983年にN326J/3「ニューエンパイアステートサルーン」が5台、1985年にN116/2シティライナー「シルバースター40」が2台導入された。
1986年にはN117/2スペースライナーが「ジパング・ハーレーエクスプレス」として25台導入され、導入直後は白1色にZIPANGロゴが記されていたが、間もなく白地に裾周りを黒とグレーのジパングカラーに塗り替えられた。バルCSB商事独自の仕様で乗降口は中央のみで、本来なら乗降口に相当する前部ドアはドライバー用ドアで、左右両側に装備されてドライバーの乗降を行っていた。1階運転席と客席とは前部に非常口として連絡口が用意されていた。こちらは1997年より運用離脱が始まり、2004年に最後の1台が運用を終了した。
ジパングブランド導入時にN122J/3エンパイアステートサルーンの2台がジパングカラーに塗り替えられた。
いずれも欧州の車内レイアウトを踏襲した中央交通導入車より贅を尽くしたゴージャスな内装を売り物とし、特に「オリエント」と「ジパング」は観光バスの常識を打ち破る豪華絢爛な内装を誇った。
「オリエント」は1台がバス愛好家サークル「アキバエクスプレス」に譲渡され、動態保存されていたが、主宰者の不祥事に巻き込まれるかたちで解体された。
- 岐阜中央観光バス（前述の中央観光バスの関連会社、2004年にZIPANGバスに社名変更）
  - N208/2ジェットライナーを「ハレーエクスプレス」として2台導入。これは国内で唯一のN208/2であったが現在は解体されて存在しない。
- 上武大学
  - 1992年頃、スクールバスとして2階建てバスを2台所有していた。
- グレース観光
  - 夜行高速バス（新高速乗合バス）「グレースライナー」用（スカイライナー）
  - さやま交通が保有していたスカイライナーを「トップオブグレース」の愛称で導入。廃車後は中央交通バスに転籍。
- さやま交通
  - 貸切車（ユーロライナー・スターライナー・トランスライナー・スペースライナー・スカイライナー・ジェットライナー）
  - 一部車両は高速ツアーバス時代のWILLER EXPRESS（運行開始当初は「STAR EXPRESS」）で運行されたことがあり、「スカイライナー」が設定されていた頃は同社とニュープリンス観光バスがそれぞれ保有するスカイライナーが使用された。さやま交通保有車については、廃車後グレース観光に転籍した。